# Acésulfame K
L’acésulfame K est le sel de potassium de l'acésulfame et un édulcorant, aussi connu sous le nom d’acésulfame potassium ou Ace K. Il possède un pouvoir sucrant 100 à 200 fois plus élevé que le sucre (saccharose). Il est également connu sous le numéro E950 (code des additifs alimentaires).
Sa structure chimique est très voisine de celle de la saccharine. L'acésulfame K divise sur ses possibles effets adverses sur la santé.

## Histoire
L'acésulfame K a été découvert « accidentellement » en 1967 chez Hoechst AG (nommé Nutrinova maintenant). Il est actuellement commercialisé sous la marque « Sunett ». En 1995, un édulcorant à base d'acésulfame potassium, le sel d'aspartame-acésulfame a été développé par J.C. Fry et J. Van Soolingen. Ce nouvel édulcorant est commercialisé sous la marque « Twinsweet ».

## Chimie
L’acésulfame K est le sel de potassium du 6-méthyl-1,2,3-oxathiazin-4-on-2,2-dioxyde.
Son pouvoir sucrant est environ 200 fois plus élevé que celui du saccharose. Il n'apporte aucune calorie et ne présente aucun risque démontré pour la santé, mais aucun bénéfice non plus : en particulier, il ne présente pas d'intérêt ni pour les régimes amincissants ni pour le contrôle de la glycémie chez les diabétiques.
Il est souvent allié à d'autres édulcorants en raison de ses bonnes propriétés synergiques (ces associations d'édulcorants sont mieux équilibrées et plus savoureuses que chaque édulcorant pris individuellement).

## Métabolisme
Son métabolisme est rapide. Après absorption d'une dose orale, le pic plasmatique est atteint en 1 h - 1 h 30, la demi-vie est de 2 h 30 environ, l'élimination est à 99 % urinaire et 1 % dans les selles. Après 24 h, 98 % de l'activité a été éliminée.
Il y aurait peu de métabolites, seule la substance originale a été retrouvée dans les prélèvements, mais peu d'études ont été réalisées.

## Commercialisation

### Approbation
L’utilisation de l’acésulfame K dans les aliments a été approuvée en Europe depuis 1983, aux États-Unis depuis 1988, et au Canada depuis 1994.

### Offre et demande
La demande globale d'acésulfame K est estimée en 2016 entre 15 000 et 18 000 t/an. Les quatre principaux producteurs sont Anhui Jinhe, Suzhou Hope et Beijing Vitasweet (tous trois en Chine) ainsi que Nutrinova (en Europe). La capacité mondiale de production est estimée à 20 000 t/an

### Présentation
Comme la saccharine, il possède une légère amertume en arrière-goût, spécialement à hautes concentrations. Kraft Foods a breveté l’usage du férulate de sodium pour masquer cet arrière-goût.
L'acésulfame K est souvent mélangé avec de l'aspartame ou d'autres édulcorants. Ces mélanges sont réputés pour donner un goût ressemblant plus au goût du sucre où chaque édulcorant masque l’arrière-goût de l’autre, et, par effet de synergie, le mélange est plus doux que la somme de ses composants.

### Utilisation
L’acésulfame K est stable à la chaleur, en milieu acide ou basique modéré et se conserve bien, permettant de l’utiliser dans des denrées à cuire au four ou qui peuvent être conservées longtemps. Il est utilisé dans les dentifrices et les produits pharmaceutiques. Il est notamment utilisé, entre autres, dans le Coca-Cola light, Zéro, le Pepsi, Pepsi light et Pepsi Max, l'Orangina Zéro, le Mountain Dew ICE ainsi que dans certaines boissons à base d'eau aromatisée (Saguaro Citron, Citron vert) et boissons énergétiques telles que le Monster Energy Lo-Carb.

## Innocuité
En 1985, le Comité scientifique de l'Union européenne pour l'alimentation a publié une évaluation complète des édulcorants. Ce comité d’experts en toxicologie des États membres de l'Union européenne a accepté l’utilisation de l’acésulfame K dans les aliments et les boissons. L’innocuité de l’acésulfame K a été également examinée par le JECFA, avec la conclusion que son utilisation est sans risque, tout du moins à un niveau inférieur à 15 mg/kg de masse corporelle (dose journalière admissible).
Cependant, les études qui prétendent démontrer l’innocuité de l’acésulfame K ont été remises en cause par un certain nombre d'individus et d'organismes, notamment par le Centre pour la Science dans l'intérêt public aux États-Unis. Selon eux, les études existantes sont inadéquates et souffrent de lacunes méthodologiques liées aux dosages étudiés ainsi qu'à la durée des tests effectués. Les critiques de ces évaluations de toxicité notent par ailleurs qu'il n'y a pas eu d’études sur l’homme à long terme, études nécessaires selon eux pour établir que l'acésulfame K est rapidement absorbé et est excrété sans modifications (c’est-à-dire pas métabolisé par le corps humain). Plusieurs scientifiques ont en outre exprimé leurs doutes quant à la fiabilité des tests. Le consensus scientifique actuel est que l'acésulfame K ne présente pas de danger démontré pour la santé,.